# Jón Gnarr
Jón Gnarr Kristinsson (Reykjavik, 2 januari 1967) is een IJslands acteur, muzikant, komiek en politicus. Van 15 juni 2010 tot 16 juni 2014 was hij namens Besti flokkurinn (de Beste Partij) burgemeester van Reykjavik.

## Biografie
Jón Gnarr werd als kind foutief gediagnosticeerd met mentale retardatie en bracht een deel van zijn jeugd door in de psychiatrische kinderafdeling van een ziekenhuis in Reykjavik. Wel heeft hij ADHD, waar hij vaak in het openbaar over spreekt. In zijn tienerjaren speelde hij onder de naam 'Jónsi Punk' basgitaar in de punkbank Nefrennsli. Hij werd niet toegelaten tot de universiteit en werd daarom automonteur en taxichauffeur. In de jaren 80 raakte hij bevriend met de leden van de IJslandse rockgroep The Sugarcubes, waaronder zangeres Björk.
In 1994 vormde Jón samen met Sigurjón Kjartansson het radioduo Tvíhöfði. In 1997 ging hij de televisie werken waar hij meeschreef aan, en acteerde in, meerdere komische televisieprogramma's. Ook trad hij op als stand-upcomedian, maakte hij enkele films, waarin hij ook zelf acteerde, en was hij actief als reclamemaker.
In 2009 richtte Jón met enkele andere niet-politici de satirische politieke partij Beste Partij op. De partij haalde zes van de vijftien zetels in de gemeenteraad van Reykjavik en werd daarmee de grootste. Jón Gnarr kondigde aan dat hij geen coalitie zou vormen met politici die de Amerikaanse dramaserie The Wire niet gezien hadden; hij vormde uiteindelijk een coalitie met de sociaaldemocratische Alliantie en werd zelf burgemeester. Tijdens zijn burgemeesterschap maakte hij zich onder meer sterk voor homorechten door in vrouwenkleren mee te doen aan de Gay Pride.
In oktober 2013 maakte hij bekend dat hij geen tweede termijn als burgemeester van Reykjavik wilde. Op 16 juni werd hij om die reden opgevolgd door Dagur B. Eggertsson. Naar aanleiding van zijn burgemeesterschap gaf hij een boek uit met als titel 'Gnarr!: How I Became the Mayor of a Large City in Iceland and Changed the World'.
- Biblioteca Nacional de España: XX5499766
- Bibliothèque nationale de France: cb16747977s (data)
- Gemeinsame Normdatei: 144041014
- International Standard Name Identifier: 0000 0001 1915 4083
- Library of Congress Control Number: n2013032132
- Nationale Bibliotheek van Tsjechië: osa2014843739
- Virtual International Authority File: 170330864
- WorldCat: E39PBJdWW6xKmkJ8Tg9GrjcF8C